# Женщина-насекомое
«Женщина-насекомое», другое название — «Японское насекомое» (яп. にっぽん昆虫記, ниппон контюки; англ. The Insect Woman) — японский чёрно-белый фильм-драма, снятый режиссёром Сёхэем Имамурой в 1963 году. Это мрачная, по большей части неприятная история, рассказывающая о женщине, которая покинула свою горную деревню на северо-западе и стала проституткой в Токио. Режиссёр снял картину, в которой исследует жизнь этой женщины, словно учёный, исследующий под микроскопом насекомое. Фильм удостоен ряда престижных национальных кинопремий, а актриса Сатико Хидари получила приз «Серебряный медведь» за лучшее исполнение женской роли на международном кинофестивале в Западном Берлине.

## Сюжет
Жизнь открыла неграмотной крестьянке Томэ «великую» истину: в борьбе за существование у неё есть только одно оружие — её тело. Она была ещё маленькой девочкой, когда начала спать с отцом (возможно отчимом, просмотр фильма так и не даёт полной ясности родной ли он ей отец?). Родственники Томэ покрикивают на неё, ещё несмышлёную девчонку, а сами тем не менее беспощадно используют её. Когда она была уволена с военного завода, семья предлагает её как сексуальную игрушку для сына помещика, от которого она затем рожает дочь. Вновь устроившись на завод, ей приходится делить «любовь» с бригадиром. Он отказывается от неё в тот момент, когда его повышают в должности.
Томэ покидает деревню и перебирается в Токио, но и здесь жизнь к ней не благоволит. Она устраивается служанкой к японке, сожительствующей с американским военнослужащим. Дочь хозяйки сварилась в кипятке во время присмотра Томэ за малышкой. И тем не менее именно здесь, в доме содержанки американца она усваивает урок, что «любовь» может приносить доход. Попав после этого на работу горничной в бордель, она усваивает это окончательно.
Так, переходя от мужчины к мужчине, опускаясь всё ниже, она наконец овладевает ситуацией. После официального запрета проституции Томэ становится хозяйкой широкой сети «call girl», обзаводится богатым покровителем. Она не знает жалости — борьба за существование сделала её такой. За нарушение закона о проституции Томэ отбывает срок в тюрьме. В это время приезжает из деревни её подросшая дочь Нобуко. В отсутствие Томэ она сходится с любовником матери, обворовывает его и возвращается к себе в деревню. А Томэ по выходе из тюрьмы едет за ней следом, чтобы вернуть её богатому покровителю. Во всех обстоятельствах Томэ проявляет невероятную энергию, цепкость и полную свободу от моральных запретов.

## В ролях
- Сатико Хидари — Томэ Мацуки
- Дзицуко Ёсимура — Нобуко, дочь Томэ
- Сэйдзабуро Кавадзу — Карасава, любовник Томэ и Нобуко
- Кадзуо Китамура — Тюдзи, отец Томэ (возможно не родной)
- Хироюки Нагато — Мацунами, любовник Томэ
- Сумиэ Сасаки — Эн, мать Томэ
- Масакадзу Куваяма — Овагава, любовник Эн
- Дайсабуро Хирата — Камибаяси
- Сёити Одзава — Кэн
- Тайдзи Тонояма — руководитель группы психологической помощи
- Масуми Харукава — Мидори
- Тэруко Киси — Рин
- Таниэ Китабаяси — акушерка
- Эмико Адзума — Канэ, служанка
- Томио Аоки — клиент в борделе

## Премьеры
— 16 ноября 1963 года состоялась национальная премьера фильма в Токио
 — впервые был показан на американском континенте в июне 1964 года в Сан-Франциско США
 — c 30 июня 1964 года фильм демонстрировался на всей территории США.
 — европейская премьера фильма состоялась 6 июля 1964 года в рамках конкурсного показа на МКФ в Западном Берлине.
 — с июля 1970 года фильм демонстрировался в кинопрокате Польши.
«Я написал сценарий этой картины лишь после того, как собрал и изучил всевозможные документы о деревнях северо-западных провинций, из которых родом «женщины-насекомые». Вставленные в фильм фрагменты кинохроники должны эти факты связать. Во время съёмок я отказался от декораций, дубляжа и световых эффектов. Я ни за что не хотел отдалиться от конкретной реальности».

## Награды и номинации
... композиция фильма следует национальной традиции. Её художественная структура основана на формально-логической обусловленности одного эпизода другим. Режиссёр использовал форму свободной связи. Отдельные эпизоды из жизни Томэ начинаются титрами, где указано время и место события; в конце каждого эпизода героиня исполняет своеобразный песенный речитатив, комментирующий происходящие события. Этот драматургический приём создаёт образ трагической судьбы человека, не знающего понятия «добро и зло», живущего одними инстинктами.
Кинопремия «Майнити»
- 18-я церемония награждения (за 1963 год)[5].

Выиграны:
- премия за лучшую режиссёрскую работу 1963 года — Сёхэй Имамура.
- премия лучшей актрисе 1963 года — Сатико Хидари (ex aequo — «Она и он»).
- премия за лучшую музыку к фильму — Тосиро Маюдзуми (ex aequo — «Испорченная девчонка»).

Кинопремия «Кинэма Дзюмпо»
- (1964 год) Выиграны:[6]

- премия за лучший фильм 1963 года.
- премия за лучшую режиссёрскую работу — Сёхэй Имамура.
- премия за лучший сценарий — Сёхэй Имамура (ex aequo — «Сын самурая»).
- премия лучшей актрисе 1963 года — Сатико Хидари (ex aequo — «Она и он»).

Кинопремия «Голубая лента»
- 14-я церемония награждения (за 1963 год) Выиграны:[6]

- премия за лучший фильм 1963 года.
- премия за лучшую режиссёрскую работу — Сёхэй Имамура.
- премия за лучший сценарий — Синобу Хасимото, Кэйдзи Хасэбэ.
- премия лучшей актрисе 1963 года — Сатико Хидари (ex aequo — «Она и он»).

XIV Международный кинофестиваль в Западном Берлине
- Выиграны:[6]

- «Серебряный медведь» за лучшее исполнение женской роли — Сатико Хидари (ex aequo — «Она и он»).

- Номинации:
- номинация на «Золотого медведя», главный приз фестиваля.

## Комментарии
1. ↑  Русское название «Японское насекомое» — это точный перевод японского названия фильма. Русское название «Женщина-насекомое» исходит от английского названия фильма в международном прокате: The Insect Woman, но именно как «Женщина-насекомое» фильм и известен в России, под этим названием он распространён с русским переводом на торрент-трекерах в сети Интернет.
2. ↑  Английский термин, обозначающий проститутку, работающую по телефонному вызову.